# Аскерсунд (комуна)
Комуна Аскерсунд (швед. Askersunds kommun) — адміністративно-територіальна одиниця місцевого самоврядування, що розташована в лені Еребру у центральній Швеції.
Аскерсунд 115-а за величиною території комуна Швеції. Адміністративний центр комуни — місто Аскерсунд.

## Населення
Населення становить 11 028 чоловік (станом на вересень 2012 року).
| Кількість населення комуни Аскерсунд за 1970-2010 роки | Кількість населення комуни Аскерсунд за 1970-2010 роки | Кількість населення комуни Аскерсунд за 1970-2010 роки | Кількість населення комуни Аскерсунд за 1970-2010 роки | Кількість населення комуни Аскерсунд за 1970-2010 роки |
| ------------------------------------------------------ | ------------------------------------------------------ | ------------------------------------------------------ | ------------------------------------------------------ | ------------------------------------------------------ |
| Рік                                                    |                                                        |                                                        | Населення                                              |                                                        |
| 1970                                                   | 1970                                                   |                                                        | 11 174                                                 | 11 174                                                 |
| 1975                                                   | 1975                                                   |                                                        | 11 342                                                 | 11 342                                                 |
| 1980                                                   | 1980                                                   |                                                        | 11 896                                                 | 11 896                                                 |
| 1985                                                   | 1985                                                   |                                                        | 11 614                                                 | 11 614                                                 |
| 1990                                                   | 1990                                                   |                                                        | 12 008                                                 | 12 008                                                 |
| 1995                                                   | 1995                                                   |                                                        | 12 230                                                 | 12 230                                                 |
| 2000                                                   | 2000                                                   |                                                        | 11 530                                                 | 11 530                                                 |
| 2005                                                   | 2005                                                   |                                                        | 11 461                                                 | 11 461                                                 |
| 2010                                                   | 2010                                                   |                                                        | 11 278                                                 | 11 278                                                 |
| Джерело: SCB                                           |                                                        |                                                        |                                                        |                                                        |

## Населені пункти
Комуні підпорядковано 7 міських поселень (tätort) та низка сільських, більші з яких:
- Аскерсунд (Askersund)
- Гаммар (Hammar)
- Ульсгаммар (Olshammar)
- Реннесгитта (Rönneshytta)
- Сінкгруван (Zinkgruvan)
- Оммеберг (Åmmeberg)
- Осбру (Åsbro)

## Галерея

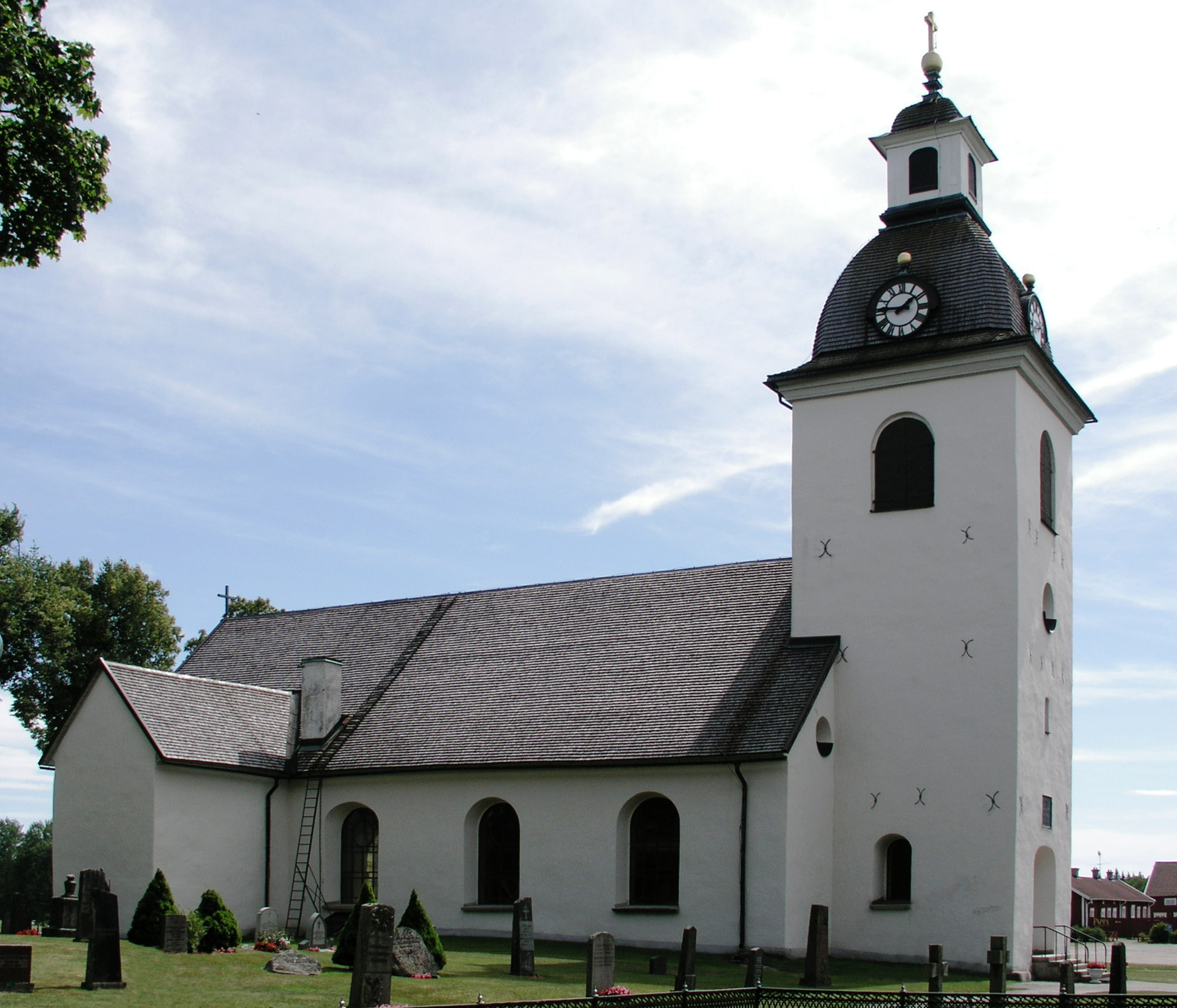
Церква (Лербек)
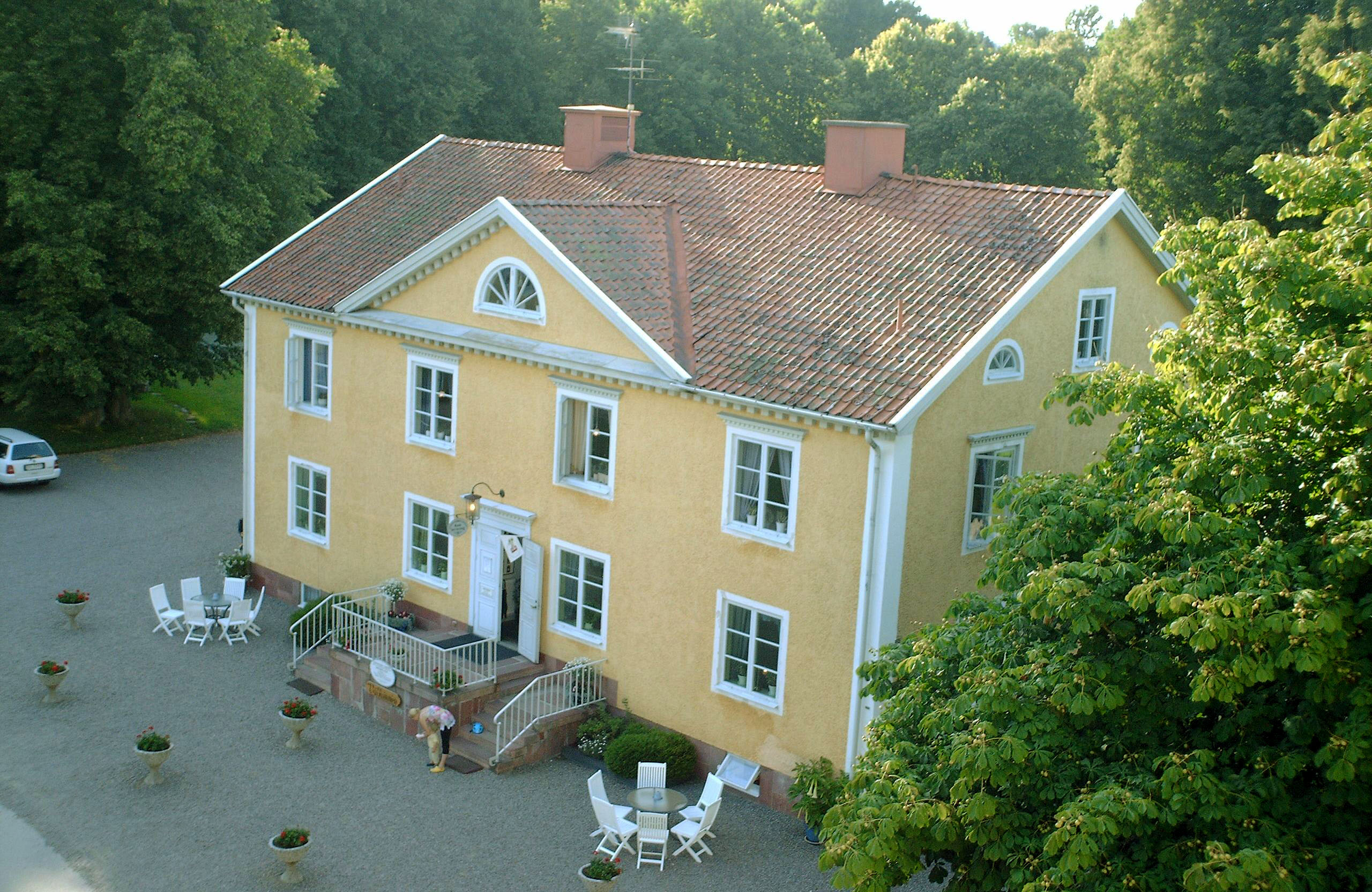
Містечко Ульстгаммар
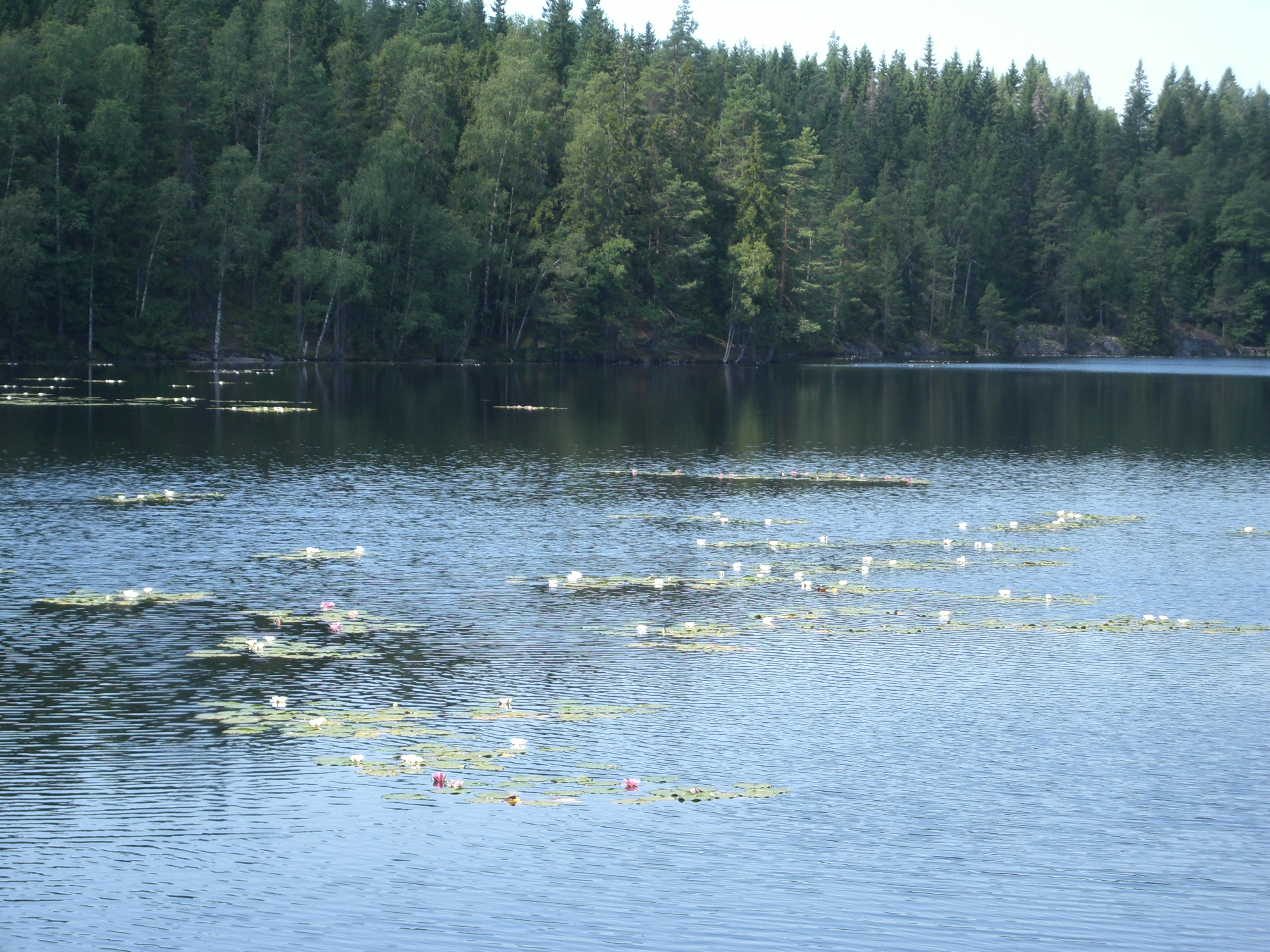
Озеро Фагертерн

## Виноски
1. 1 2  https://www.svt.se/nyheter/lokalt/orebro/askersund-bo-trygg-har-avlidit
2. ↑  https://www.na.se/2018-12-31/per-eriksson-s-slutar-som-kommunstyrelsens-ordforande-efter-nio-ar-det-har-varit-en-rolig-och-larorik-tid/
3. ↑  https://www.na.se/2019-01-07/caroline-dieker-m-ny-ordforande-for-kommunstyrelsen-i-askersunds-kommun-det-kanns-jattekul/
4. ↑  Folkmangd i riket, lan och kommuner (шв.) . Центральне бюро статистики Швеції. Архів оригіналу за 20 серпня 2013. Процитовано 10 лютого 2013.